# 国道180号

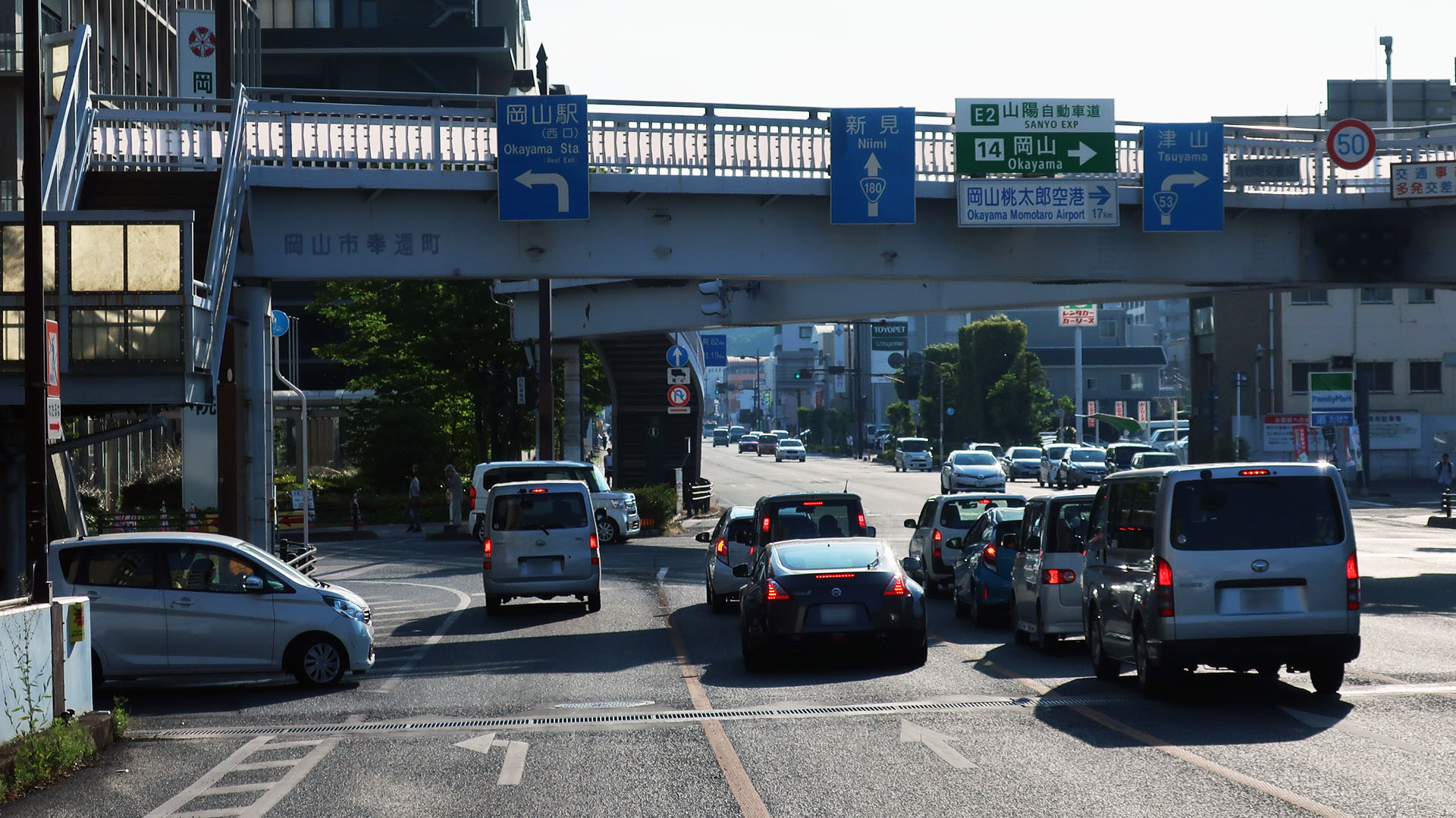
国道53号（重複区間）からの分岐
岡山県岡山市北区
清心町交差点

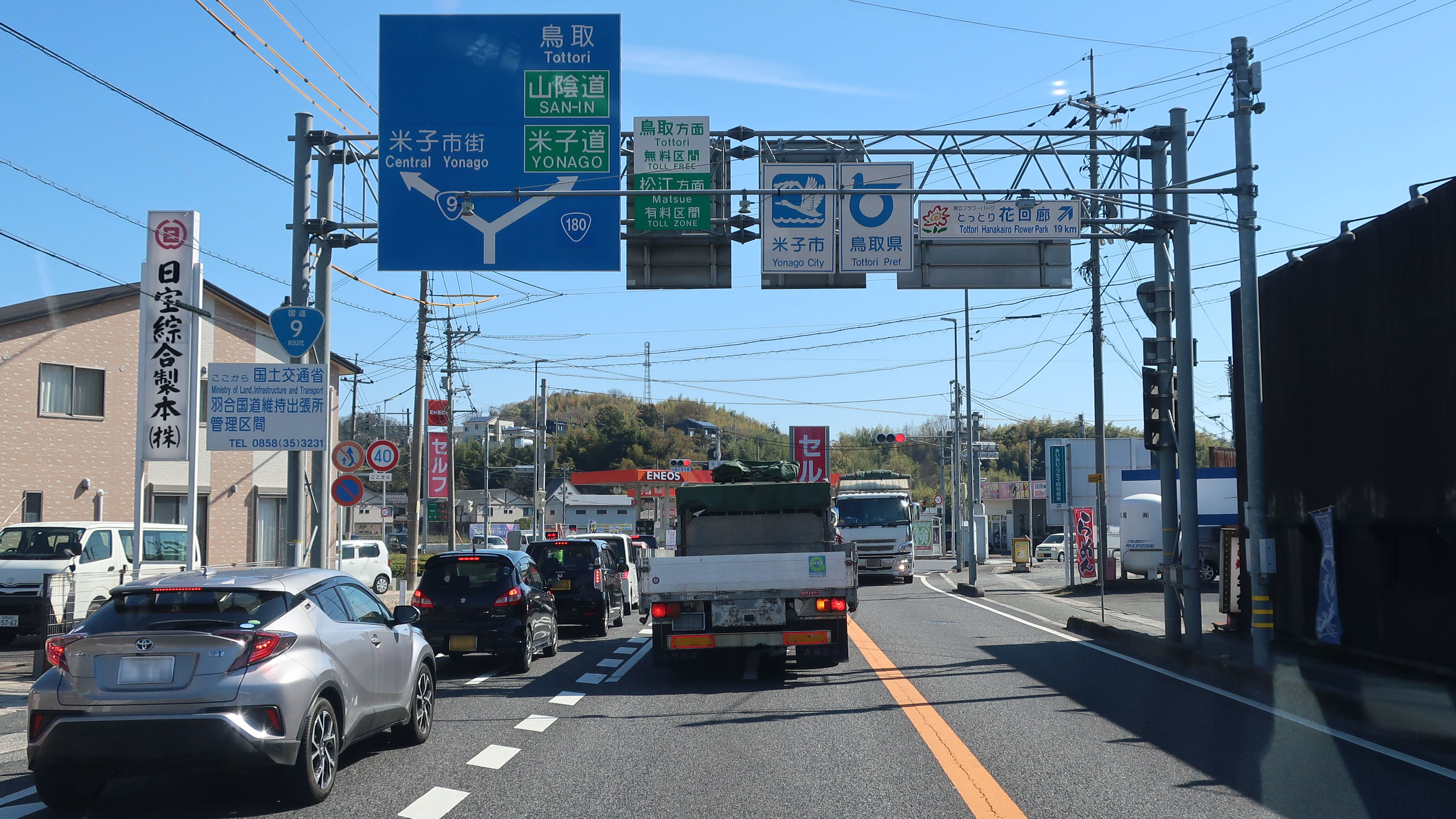
国道9号（重複区間）からの
分岐ポイント付近
鳥取県米子市 陰田町交差点

国道180号（こくどう180ごう）は、岡山県岡山市北区から鳥取県米子市を経て、島根県松江市に至る一般国道である。

## 概要
起点の大雲寺交差点（岡山市北区）から、清心町交差点までは国道53号との重複区間となり、その後は備中地方の西側にある高梁市、新見市を経由する。鳥取県では県の西部地区を経て、米子市から国道9号との重複区間となり、終点の松江市に至る路線で、国道2号と国道9号を結ぶ「陰陽連絡国道」の1つとなっている。

### 路線データ
一般国道の路線を指定する政令に基づく起終点および重要な経過地は次のとおり。
- 起点：岡山市（北区[注釈 1]、大雲寺交差点 = 国道30号・国道53号・岡山県道21号岡山児島線・岡山県道162号岡山倉敷線起点、国道250号終点）
- 終点：松江市（相生町交差点 = 国道9号上、国道54号・国道432号・島根県道261号母衣町雑賀町線終点、島根県道21号松江島根線旧道起点）
- 重要な経過地：総社市、高梁市、新見市、鳥取県日野郡日野町、同県西伯郡西伯町[注釈 3]、米子市、安来市
- 総延長 : 179.1 km（鳥取県 58.4 km、岡山県 97.7 km、岡山市 23.0 km）重用延長を含む[2][注釈 4]
- 重用延長 : 3.1 km（鳥取県 0.7 km、岡山県 - km、岡山市 2.4 km）[2][注釈 4]
- 未供用延長 : なし[2][注釈 4]
- 実延長 : 176.0 km（鳥取県 57.7 km、岡山県 97.7 km、岡山市 20.6 km）[2][注釈 4]
  - 現道 : 165.0 km（鳥取県 57.5 km、岡山県 93.9 km、岡山市 13.6 km）[2][注釈 4]
  - 旧道 : 0.4 km（鳥取県 0.2 km、岡山県 0.2 km、岡山市 - km）[2][注釈 4]
  - 新道 : 10.6 km（鳥取県 - km、岡山県 3.6 km、岡山市 7.0 km）[2][注釈 4]
- 指定区間[3]
  - 岡山市北区南中央町2番129 - 総社市種井字内宮975番1（起点 - 総社市・高梁市界[4]）
  - 米子市陰田町1525番1 - 松江市雑賀町字津田海道108番1（国道9号と重複する区間、鳥取県米子市・米子西IC交差点 - 島根県松江市・相生町交差点（終点））

## 歴史
現行の道路法（昭和27年法律第180号）に基づく二級国道として1953年（昭和28年）に初回指定された路線のひとつである。国道指定当初とは鳥取県内の一部区間で経路が異なり、日野郡日野町から米子市までは、国道181号や国道183号とともに日野郡江府町を経由していた。1975年（昭和50年）に国道180号のみ経路を変更して西伯郡西伯町を経由する路線に変更され、旧道には国道181号と国道183号が残存した。

### 年表
- 1953年（昭和28年）5月18日 - 二級国道180号岡山松江線（岡山市 - 松江市）として指定施行[5]。
- 1965年（昭和40年）4月1日 - 道路法改正により一級・二級区分が廃止されて一般国道180号となる。
- 1975年（昭和50年）4月1日 - 鳥取県日野郡日野町 - 米子市の経路を西伯郡西伯町[注釈 3]経由に変更[6]。

## 路線状況
岡山市北区の沿線には、最上稲荷・吉備津神社・吉備津彦神社・神道山（黒住教本部）などの著名な参拝スポットがあり、初詣シーズンには岡山市北区から総社市にかけて激しい渋滞が発生するほか、参拝スポット周辺の国道180号以外の道路では交通規制が敷かれる。そのため岡山西警察署は、大晦日の夜および正月三が日における岡山市街から最上稲荷への初詣は国道180号中川橋交差点から岡山県道61号妹尾御津線を、初詣以外の目的で周辺を通る場合は岡山県道242号川入巌井線などの迂回路の利用を呼び掛けている。

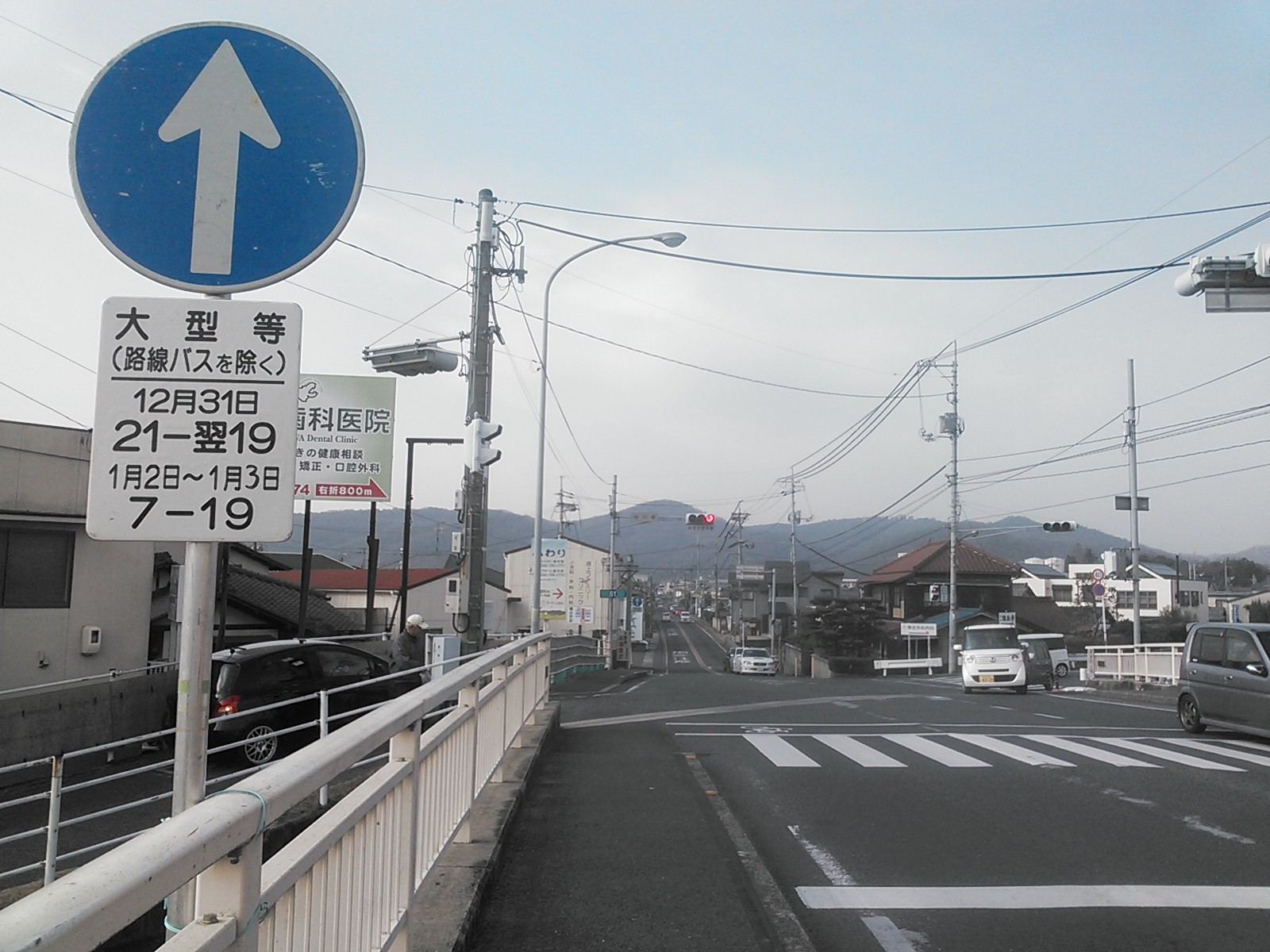
通常時には存在しない規制標識（通行規制）が設置されている中川橋交差点。

### 通称
- 岡山県
  - 柳川筋（岡山市：岡山市北区南中央町 - 弓之町）

### バイパス
- 岡山県

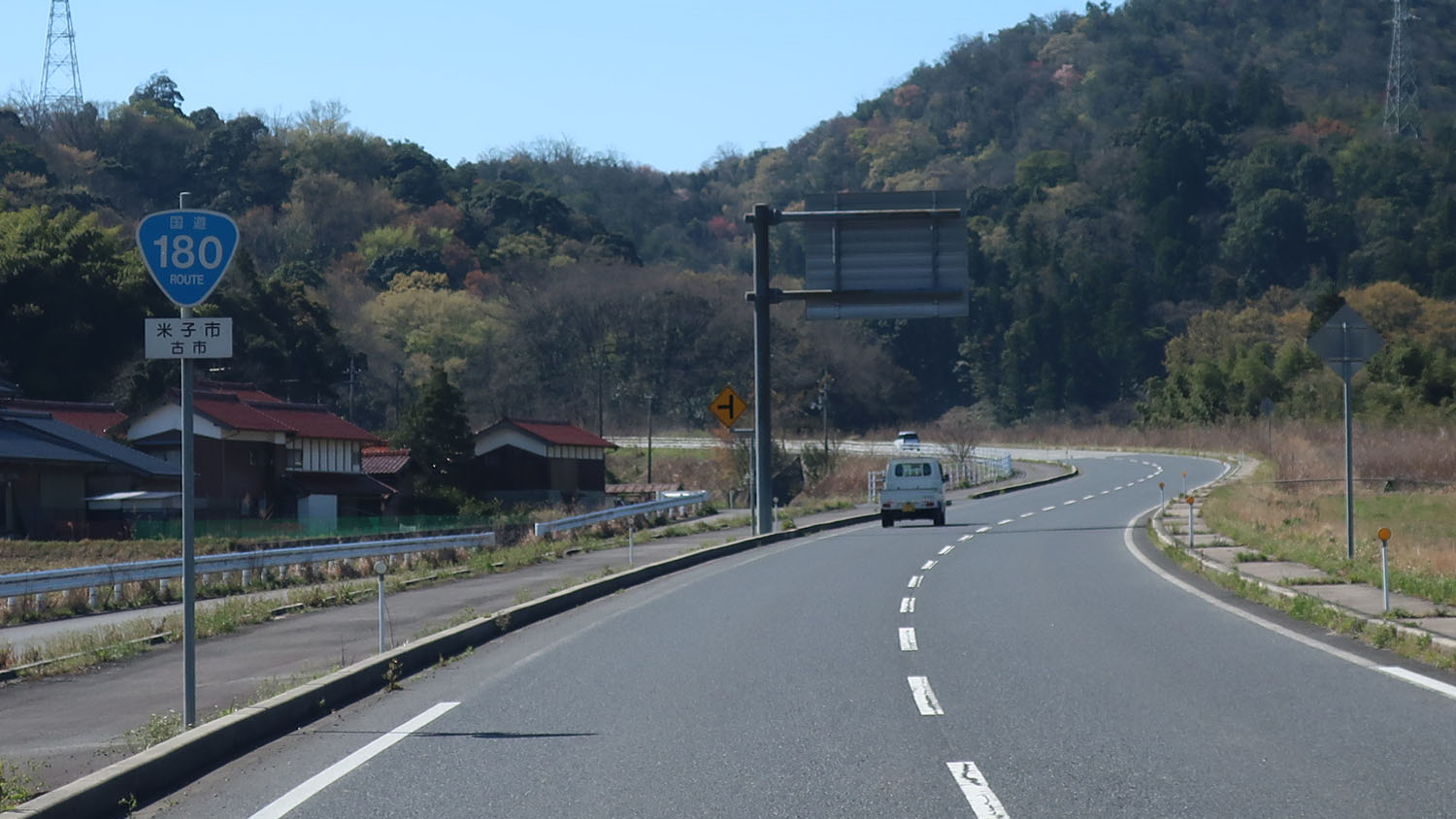
米子バイパス
鳥取県米子市古市

  - 岡山西バイパス（岡山市南区 - 岡山市北区）
  - 総社・一宮バイパス（岡山市北区 - 総社市）
- 鳥取県
  - 南部バイパス（西伯郡南部町）
  - 米子バイパス（米子市）

### 重複区間

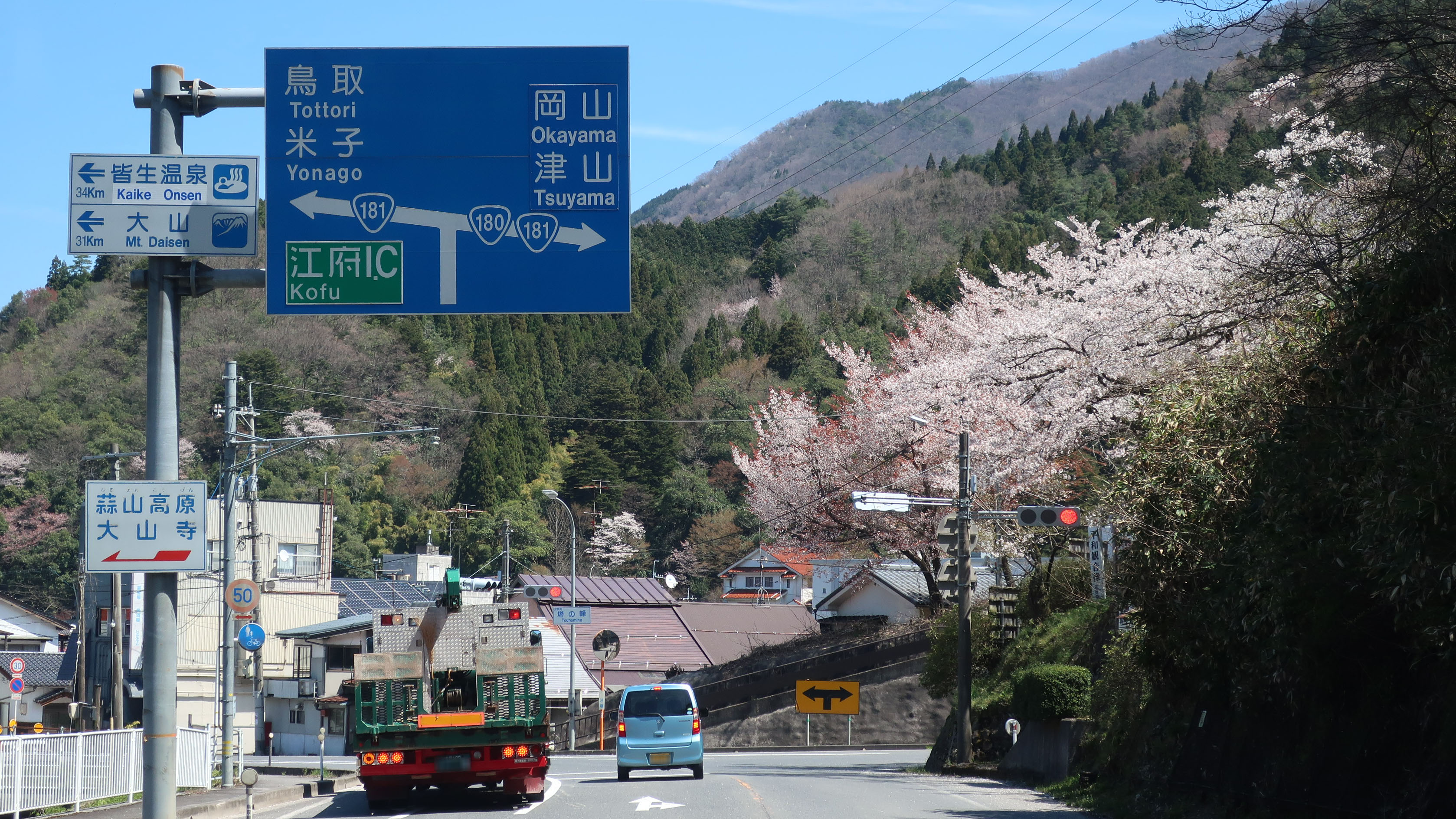
国道181号との重複
鳥取県日野郡日野町

- 国道53号（岡山県岡山市北区東中央町・大雲寺交差点（起点） - 岡山市北区清心町・清心町交差点）
- 国道429号（岡山県岡山市北区門前・小山交差点 - 総社市井手・国分寺口交差点：現道側、総社市総社・北國府（きたこう）交差点：バイパス側）
- 国道313号（岡山県高梁市段町・落合橋東交差点 - 高梁市津川町今津・新幡見橋交差点）
- 国道181号（鳥取県日野郡日野町高尾（こお）・高尾交差点 - 日野郡日野町根雨（ねう）・塔の峰交差点）
- 国道183号（鳥取県日野郡日野町根雨・塔の峰交差点 - 日野郡日野町福長）
- 国道9号（鳥取県米子市陰田町・米子西IC交差点 - 島根県松江市相生町・相生町交差点（終点））

### 道路施設

#### 橋梁
- 岡山県
  - 中川橋（中川、岡山市北区）
  - 小松橋（砂川、岡山市北区）
  - 吉備津橋（岡山市北区）
  - 生石橋（足守川、岡山市北区）
  - 田中橋（血吸川、岡山市北区）
  - 鳴門大橋（高梁川、高梁市）
  - 美郷大橋（高梁川、新見市）
  - 新見大橋（岡山県道32号新見勝山線・熊谷川、新見市）
- 鳥取県
  - 乗越橋（日野川、日野郡日野町）
  - 本山橋（日野郡日南町）
  - 早里橋（法勝寺、西伯郡南部町）
- 島根県
  - 大谷橋（安来市、国道9号重複区間内）
  - 昭和橋（木戸川、安来市、国道9号重複区間内）
  - 安来新大橋（伯太川、安来市、国道9号重複区間内）
  - 飯島橋（吉田川、安来市、国道9号重複区間内）
  - 頭無橋（頭無川、安来市、国道9号重複区間内）
  - 赤江橋（飯梨川、安来市、国道9号重複区間内）
  - 川原橋（田頼川、安来市、国道9号重複区間内）
  - 磯近橋（意東川、松江市、国道9号重複区間内）
  - 出雲郷大橋（意宇川、松江市、国道9号重複区間内）
  - 馬橋（馬橋川、松江市、国道9号重複区間内）

#### トンネル
- 岡山県
  - 井倉トンネル：延長1,150 m[8]、1977年（昭和52年）竣工、新見市
  - 石原トンネル：延長120 m、1992年（平成4年）竣工、新見市
  - 小原トンネル：延長910 m、1989年（平成元年）竣工、新見市
  - 阿福トンネル：延長681 m、1989年（平成元年）竣工、新見市
  - 明地トンネル：延長1,130 m、1974年（昭和49年）竣工、新見市 - 鳥取県日野郡日野町
- 鳥取県
  - 信頼（のぶより）トンネル：延長100 m、1983年（昭和58年）竣工、西伯郡南部町
  - 古市（ふるいち）トンネル：延長167 m、2004年（平成16年）竣工、米子市
  - 新山トンネル：延長161 m、1995年（平成7年）竣工、米子市

#### 洞門
- 岡山県
  - 美袋洞門、総社市

#### 道の駅
- 島根県
  - あらエッサ（安来市、国道9号重複区間内）

### 並行する旧街道
- 岡山県
  - 旧山陽道（岡山市北区）[9]
  - 旧松山往来（岡山市北区 - 高梁市）[9]
  - 旧新見往来（高梁市 - 新見市）[10]
- 鳥取県
  - 旧山陰道（米子市 - 松江市）

## 地理

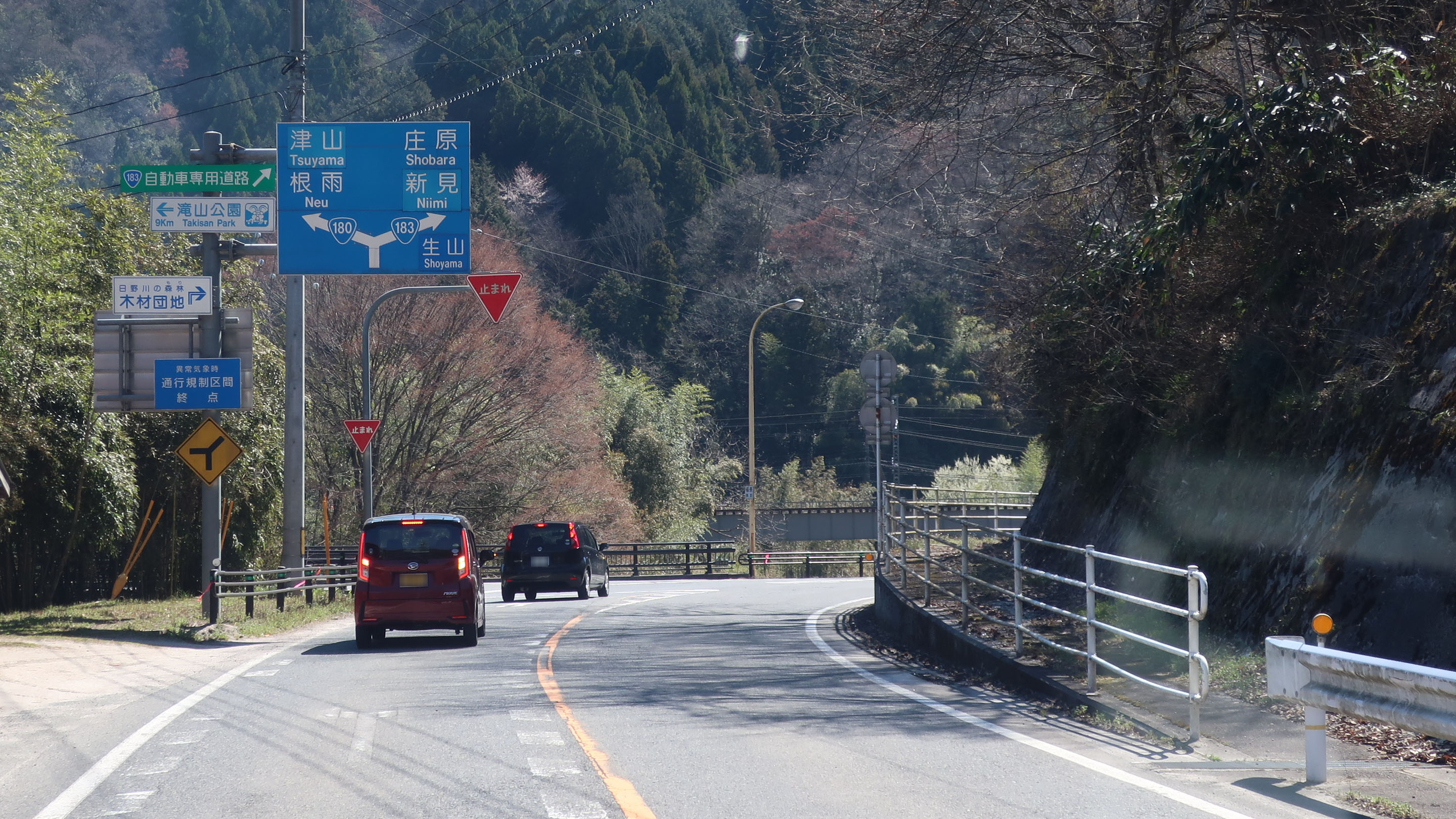
国道183号との分岐
鳥取県日野郡日野町

### 通過する自治体
- 岡山県
  - 岡山市（北区[注釈 1]）- 総社市 - 高梁市 - 新見市
- 鳥取県
  - 日野郡日野町 - 日野郡日南町 - 西伯郡南部町 - 米子市
- 島根県
  - 安来市 - 松江市

### 交差する道路
| 交差する道路                                                                                           | 都道府県名 | 市町村名 | 市町村名 | 交差する場所                     | 交差する場所                      |
| --- | ---------- | -------- | -------- | -------------------------------- | --------------------------------- |
| 国道30号 国道53号 重複区間起点 国道250号 岡山県道21号岡山児島線                                        | 岡山県     | 岡山市   | 北区     | 東中央町                         | 大雲寺交差点 / 起点               |
| 岡山県道27号岡山吉井線 重複区間起点 岡山県道42号岡山停車場線                                           | 岡山県     | 岡山市   | 北区     | 野田屋町1丁目                    | 柳川交差点                        |
| 岡山県道27号岡山吉井線 重複区間終点 岡山県道402号原尾島番町線                                          | 岡山県     | 岡山市   | 北区     | 弓之町                           | 番町交差点                        |
| 国道53号 重複区間終点                                                                                  | 岡山県     | 岡山市   | 北区     | 清心町                           | 清心町交差点                      |
| 岡山県道236号巌井野田線                                                                                | 岡山県     | 岡山市   | 北区     | 西崎本町                         | 西崎本町交差点                    |
| 岡山市道101000108号万成西町津島京町線                                                                  | 岡山県     | 岡山市   | 北区     | 谷万成2丁目                      | 万成東町交差点                    |
| 岡山県道700号岡山総社自転車道線                                                                        | 岡山県     | 岡山市   | 北区     | 楢津                             | 矢坂大橋交差点                    |
| 国道180号 / 岡山西バイパス 国道180号 / 総社・一宮バイパス                                              | 岡山県     | 岡山市   | 北区     | 楢津                             | 楢津東交差点                      |
| 岡山県道61号妹尾御津線 重複区間起点                                                                    | 岡山県     | 岡山市   | 北区     | 一宮                             | 中川橋交差点                      |
| 岡山県道61号妹尾御津線 重複区間終点                                                                    | 岡山県     | 岡山市   | 北区     | 一宮                             | 吉備津彦神社前交差点              |
| 岡山県道243号一宮備前一宮停車場線                                                                      | 岡山県     | 岡山市   | 北区     | 西辛川                           | 西辛川交差点                      |
| 岡山県道389号吉備津松島線                                                                              | 岡山県     | 岡山市   | 北区     | 吉備津                           | 吉備津神社前交差点                |
| 岡山県道245号真金吉備線                                                                                | 岡山県     | 岡山市   | 北区     | 吉備津                           | 板倉交差点                        |
| 岡山県道270号清音真金線                                                                                | 岡山県     | 岡山市   | 北区     | 吉備津                           | 加茂交差点                        |
| 岡山県道701号岡山賀陽自転車道線                                                                        | 岡山県     | 岡山市   | 北区     | 高松原古才（たかまつはらこさい） | 高松原古才交差点                  |
| 岡山県道241号長野高松線                                                                                | 岡山県     | 岡山市   | 北区     | 高松原古才                       | 最上稲荷入口交差点                |
| 岡山県道73号箕島高松線                                                                                 | 岡山県     | 岡山市   | 北区     | 高松                             | 備中高松西交差点                  |
| 国道180号 / 総社・一宮バイパス 重複区間起点 国道429号 重複区間起点                                     | 岡山県     | 岡山市   | 北区     | 門前                             | 小山交差点                        |
| E73 岡山自動車道                                                                                       | 岡山県     | 岡山市   | 北区     | 高松田中                         | 高松田中交差点 1 岡山総社IC       |
| 国道180号 / 総社・一宮バイパス 重複区間終点                                                            | 岡山県     | 総社市   | 総社市   | 窪木                             | 県立大学入口交差点                |
| 国道429号 重複区間終点                                                                                 | 岡山県     | 総社市   | 総社市   | 井手                             | 国分寺口交差点                    |
| 岡山県道271号総社足守線 岡山県道272号水別総社線                                                        | 岡山県     | 総社市   | 総社市   | 総社3丁目                        | 総社小前交差点                    |
| 岡山県道700号岡山総社自転車道線                                                                        | 岡山県     | 総社市   | 総社市   | 中央2丁目                        | 市役所入口交差点                  |
| 岡山県道469号倉敷総社線                                                                                | 岡山県     | 総社市   | 総社市   | 駅前1丁目                        | 総社西中学校前交差点              |
| 国道486号                                                                                              | 岡山県     | 総社市   | 総社市   | 溝口                             | 溝口交差点                        |
| 国道180号 / 総社・一宮バイパス未供用                                                                   | 岡山県     | 総社市   | 総社市   | 井尻野                           |                                   |
| 岡山県道57号総社賀陽線                                                                                 | 岡山県     | 総社市   | 総社市   | 宍粟（しさわ）                   | 明治橋交差点                      |
| 岡山県道278号宍粟真備線                                                                                | 岡山県     | 総社市   | 総社市   | 宍粟                             | 豪渓秦（ごうけいはだ）橋交差点    |
| 岡山県道54号倉敷美袋線                                                                                 | 岡山県     | 総社市   | 総社市   | 美袋（みなぎ）                   | 下倉橋交差点                      |
| 岡山県道193号美袋停車場線                                                                              | 岡山県     | 総社市   | 総社市   | 美袋                             |                                   |
| 岡山県道166号美袋井原線                                                                                | 岡山県     | 総社市   | 総社市   | 美袋                             | 水内橋西交差点                    |
| 岡山県道306号賀陽種井線                                                                                | 岡山県     | 総社市   | 総社市   | 種井                             |                                   |
| 岡山県道293号宇戸谷高梁線                                                                              | 岡山県     | 高梁市   | 高梁市   | 松山                             |                                   |
| 国道313号 重複区間起点                                                                                 | 岡山県     | 高梁市   | 高梁市   | 段町                             | 落合橋東交差点                    |
| 国道484号                                                                                              | 岡山県     | 高梁市   | 高梁市   | 段町                             | 警察署北交差点                    |
| 岡山県道196号高梁停車場線 岡山県道302号宇治鉄砲町線                                                    | 岡山県     | 高梁市   | 高梁市   | 鉄砲町                           | 高梁大橋交差点                    |
| 国道313号 重複区間終点                                                                                 | 岡山県     | 高梁市   | 高梁市   | 津川町今津                       | 新幡見橋交差点                    |
| 岡山県道309号巨瀬高倉線                                                                                | 岡山県     | 高梁市   | 高梁市   | 高倉町田井                       |                                   |
| 岡山県道85号高梁坂本線                                                                                 | 岡山県     | 高梁市   | 高梁市   | 高倉町田井                       |                                   |
| 岡山県道197号方谷停車場線                                                                              | 岡山県     | 高梁市   | 高梁市   | 高倉町板部                       |                                   |
| 岡山県道50号北房井倉哲西線 重複区間起点                                                                | 岡山県     | 新見市   | 新見市   | 草間                             |                                   |
| 岡山県道50号北房井倉哲西線 重複区間終点                                                                | 岡山県     | 新見市   | 新見市   | 草間                             | [ 注釈 6 ]                        |
| 岡山県道198号井倉停車場線                                                                              | 岡山県     | 新見市   | 新見市   | 井倉                             | [ 注釈 7 ]                        |
| 岡山県道78号長屋賀陽線                                                                                 | 岡山県     | 新見市   | 新見市   | 長屋                             |                                   |
| 岡山県道475号本郷石蟹線                                                                                | 岡山県     | 新見市   | 新見市   | 石蟹                             |                                   |
| 岡山県道33号新見川上線                                                                                 | 岡山県     | 新見市   | 新見市   | 正田（しょうでん）               | 正田交差点                        |
| 岡山県道・鳥取県道8号新見日南線                                                                        | 岡山県     | 新見市   | 新見市   | 新見                             | 新見市役所前交差点                |
| 岡山県道32号新見勝山線                                                                                 | 岡山県     | 新見市   | 新見市   | 新見                             | [ 注釈 8 ]                        |
| 岡山県道199号新見停車場線                                                                              | 岡山県     | 新見市   | 新見市   | 高尾（たかお）                   | 高尾交差点                        |
| E2A 中国自動車道 岡山県道・鳥取県道8号新見日南線 重複区間起点                                          | 岡山県     | 新見市   | 新見市   | 高尾                             | 新見IC口交差点 19 新見IC          |
| 岡山県道378号上市井村西方線                                                                            | 岡山県     | 新見市   | 新見市   | 高尾                             | 鼓橋交差点                        |
| 国道182号 岡山県道・鳥取県道8号新見日南線 重複区間終点                                                 | 岡山県     | 新見市   | 新見市   | 上市                             |                                   |
| 岡山県道318号千屋大佐線                                                                                | 岡山県     | 新見市   | 新見市   | 菅生                             |                                   |
| 岡山県道・鳥取県道11号新見多里線 岡山県道317号千屋実大佐線                                             | 岡山県     | 新見市   | 新見市   | 千屋                             |                                   |
| 鳥取県道・岡山県道111号神戸上新見線                                                                    | 岡山県     | 新見市   | 新見市   | 千屋実                           |                                   |
| 岡山県道443号大井野千屋花見線                                                                          | 岡山県     | 新見市   | 新見市   | 千屋花見                         |                                   |
| 鳥取県道311号板井原濁谷線                                                                              | 鳥取県     | 日野郡   | 日野町   | 濁谷                             |                                   |
| 国道181号 重複区間起点                                                                                 | 鳥取県     | 日野郡   | 日野町   | 高尾（こお）                     | 高尾交差点                        |
| 国道181号 重複区間終点 国道183号 重複区間起点                                                          | 鳥取県     | 日野郡   | 日野町   | 根雨（ねう）                     | 塔の峰交差点                      |
| 鳥取県道286号菅沢日野線                                                                                | 鳥取県     | 日野郡   | 日野町   | 下菅                             |                                   |
| 鳥取県道46号日野溝口線 鳥取県道210号上石見黒坂停車場線                                                 | 鳥取県     | 日野郡   | 日野町   | 中菅                             | 黒坂橋交差点                      |
| 国道183号 重複区間終点                                                                                 | 鳥取県     | 日野郡   | 日野町   | 福長                             |                                   |
| 鳥取県道48号阿毘縁菅沢線 鳥取県道・島根県道105号本山伯太線 重複                                        | 鳥取県     | 日野郡   | 日南町   | 菅沢                             |                                   |
| 鳥取県道286号菅沢日野線                                                                                | 鳥取県     | 日野郡   | 日南町   | 菅沢                             |                                   |
| 鳥取県道35号西伯根雨線                                                                                 | 鳥取県     | 西伯郡   | 南部町   | 落合                             | 城山公園入口交差点                |
| 鳥取県道・島根県道104号西伯伯太線                                                                      | 鳥取県     | 西伯郡   | 南部町   | 法勝寺                           | 西伯小学校入口交差点              |
| 鳥取県道・島根県道1号溝口伯太線 重複区間起点                                                           | 鳥取県     | 西伯郡   | 南部町   | 阿賀                             | 阿賀交差点                        |
| 鳥取県道・島根県道1号溝口伯太線 重複区間終点                                                           | 鳥取県     | 西伯郡   | 南部町   | 清水川                           |                                   |
| 鳥取県道244号境車尾線                                                                                  | 鳥取県     | 西伯郡   | 南部町   | 境（さかえ）                     | 境（さかい）交差点                |
| 鳥取県道・島根県道102号米子広瀬線                                                                      | 鳥取県     | 米子市   | 米子市   | 新山                             | 新山交差点                        |
| E9 山陰自動車道 国道9号 / 支線 重複区間起点 国道9号 / 支線（山陰道側道）                               | 鳥取県     | 米子市   | 米子市   | 陰田町                           | 米子西IC交差点 19 / 19-2 米子西IC |
| 国道9号 / 現道 重複区間起点 国道9号 / 支線 重複区間終点 鳥取県道・島根県道101号米子伯太線 重複区間起点 | 鳥取県     | 米子市   | 米子市   | 陰田町                           | 陰田町交差点                      |
| 鳥取県道・島根県道101号米子伯太線 重複区間終点                                                         | 島根県     | 安来市   | 安来市   | 吉佐町                           | 吉佐交差点                        |
| 島根県道257号布部安来線                                                                                | 島根県     | 安来市   | 安来市   | 島田町                           | 清水入口交差点                    |
| 島根県道265号黒井田安来線                                                                              | 島根県     | 安来市   | 安来市   | 島田町                           |                                   |
| 島根県道229号安来港線                                                                                  | 島根県     | 安来市   | 安来市   | 安来町                           | 安来駅前交差点                    |
| 島根県道・鳥取県道9号安来伯太日南線                                                                    | 島根県     | 安来市   | 安来市   | 安来町                           | 日立坂下交差点                    |
| 島根県道45号安来木次線                                                                                 | 島根県     | 安来市   | 安来市   | 安来町                           | 錦町交差点                        |
| 島根県道180号広瀬荒島線                                                                                | 島根県     | 安来市   | 安来市   | 荒島町                           | 荒島交差点                        |
| 島根県道190号荒島停車場線                                                                              | 島根県     | 安来市   | 安来市   | 荒島町                           | 荒島交差点                        |
| 島根県道324号上意東揖屋線                                                                              | 島根県     | 松江市   | 松江市   | 東出雲町揖屋                     |                                   |
| 島根県道153号東出雲馬潟港線                                                                            | 島根県     | 松江市   | 松江市   | 東出雲町出雲郷（あだかえ）       | 出雲郷東交差点                    |
| 島根県道192号東松江停車場線 島根県道247号八重垣神社竹矢線                                              | 島根県     | 松江市   | 松江市   | 八幡町                           | 竹矢交差点                        |
| 島根県道230号馬潟港線                                                                                  | 島根県     | 松江市   | 松江市   | 馬潟町                           | 手間交差点                        |
| 国道485号 / 松江だんだん道路                                                                           | 島根県     | 松江市   | 松江市   | 東津田町                         | 国土交通省交差点 1 津田IC         |
| 島根県道21号松江島根線                                                                                 | 島根県     | 松江市   | 松江市   | 西津田7丁目                      | 西津田交差点                      |
| 国道9号 重複区間終点 国道54号 国道432号 島根県道21号松江島根線 / 旧道 島根県道261号母衣町雑賀町線      | 島根県     | 松江市   | 松江市   | 雑賀町                           | 相生町交差点 / 終点               |
| 岡山南環状道路・岡山西バイパス・総社・一宮バイパス                                                     |            |          |          |                                  |                                   |
| 国道30号 岡山市道312000030号藤田浦安南町線 / 岡山環状道路                                              | 岡山県     | 岡山市   | 南区     | 藤田                             | 錦南交差点 / バイパス起点         |
| 未供用区間                                                                                             |            |          |          |                                  |                                   |
| 岡山県道21号岡山児島線                                                                                 | 岡山県     | 岡山市   | 南区     | 大福（おおふく）                 |                                   |
| 未供用区間                                                                                             |            |          |          |                                  |                                   |
| 国道2号 / 岡山バイパス                                                                                 | 岡山県     | 岡山市   | 南区     | 古新田（こしんでん）             | 大樋橋（おおひばし）西交差点      |
| 岡山県道162号岡山倉敷線                                                                                | 岡山県     | 岡山市   | 北区     | 西長瀬                           | 西長瀬交差点                      |
| 岡山県道242号川入巌井線                                                                                | 岡山県     | 岡山市   | 北区     | 野殿西町                         | 野殿西町交差点                    |
| 国道180号 / 現道                                                                                       | 岡山県     | 岡山市   | 北区     | 楢津                             | 楢津東交差点                      |
| 岡山環状道路計画中                                                                                     | 岡山県     | 岡山市   | 北区     | 一宮山崎 楢津                    |                                   |
| 未供用区間                                                                                             |            |          |          |                                  |                                   |
| E2 山陽自動車道 岡山市道403513029号今岡30号線                                                          | 岡山県     | 岡山市   | 北区     | 今岡                             | 14-1 吉備スマートIC               |
| 未供用区間                                                                                             |            |          |          |                                  |                                   |
| E2 山陽自動車道 岡山市道303000066号辛川市場佐山線                                                      | 岡山県     | 岡山市   | 北区     | 今岡                             | 14-1 吉備スマートIC               |
| 未供用区間                                                                                             |            |          |          |                                  |                                   |
| 岡山県道239号上芳賀大窪線                                                                              | 岡山県     | 岡山市   | 北区     | 松尾                             |                                   |
| 未供用区間                                                                                             |            |          |          |                                  |                                   |
| 岡山県道61号妹尾御津線                                                                                 | 岡山県     | 岡山市   | 北区     | 福谷                             |                                   |
| 未供用区間                                                                                             |            |          |          |                                  |                                   |
| 岡山県道241号長野高松線                                                                                | 岡山県     | 岡山市   | 北区     | 平山                             |                                   |
| 未供用区間                                                                                             |            |          |          |                                  |                                   |
| 国道180号 / 現道 重複区間起点 国道429号 重複区間起点                                                   | 岡山県     | 岡山市   | 北区     | 門前                             | 小山交差点                        |
| E73 岡山自動車道                                                                                       | 岡山県     | 岡山市   | 北区     | 高松田中                         | 高松田中交差点 1 岡山総社IC       |
| 国道180号 / 現道 重複区間終点                                                                          | 岡山県     | 総社市   | 総社市   | 窪木                             | 県立大学入口交差点                |
| 岡山県道192号服部停車場線                                                                              | 岡山県     | 総社市   | 総社市   | 南溝手                           | 服部駅入口交差点                  |
| 国道429号 重複区間終点                                                                                 | 岡山県     | 総社市   | 総社市   | 総社                             | 北國府（きたこう）交差点          |
| 岡山県道271号総社足守線                                                                                | 岡山県     | 総社市   | 総社市   | 刑部（おしかべ）                 | [ 注釈 11 ]                       |
| 未供用区間                                                                                             |            |          |          |                                  |                                   |
| 国道180号 / 現道                                                                                       | 岡山県     | 総社市   | 総社市   | 井尻野                           | バイパス終点                      |

### 交差する鉄道
- 山陽新幹線
- 山陽本線
- 津山線
- 吉備線
- 伯備線
- 山陰本線

### 峠
- 鳥取県
  - 五輪峠（西伯郡南部町）

## ギャラリー

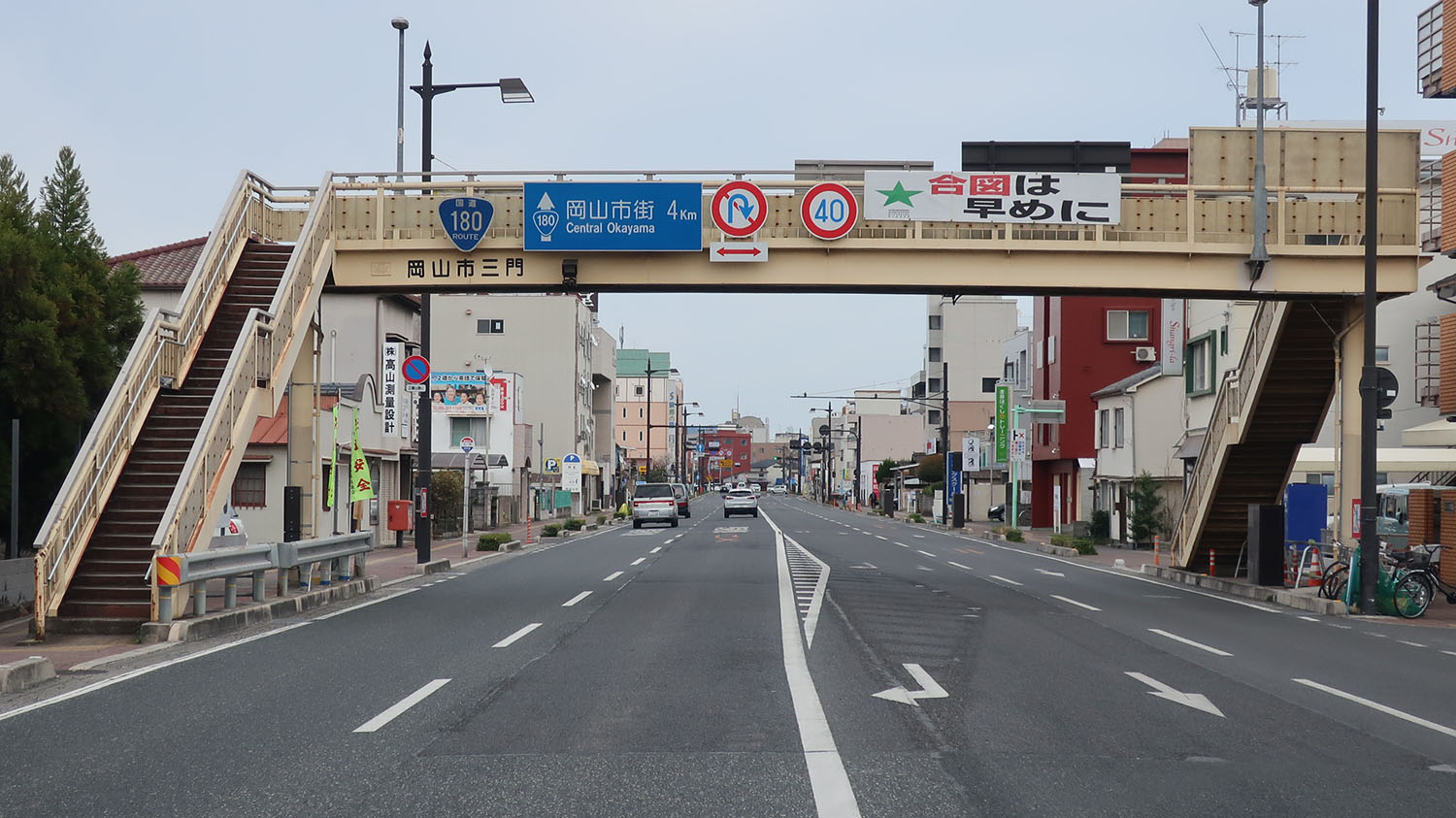
岡山県岡山市北区西崎本町
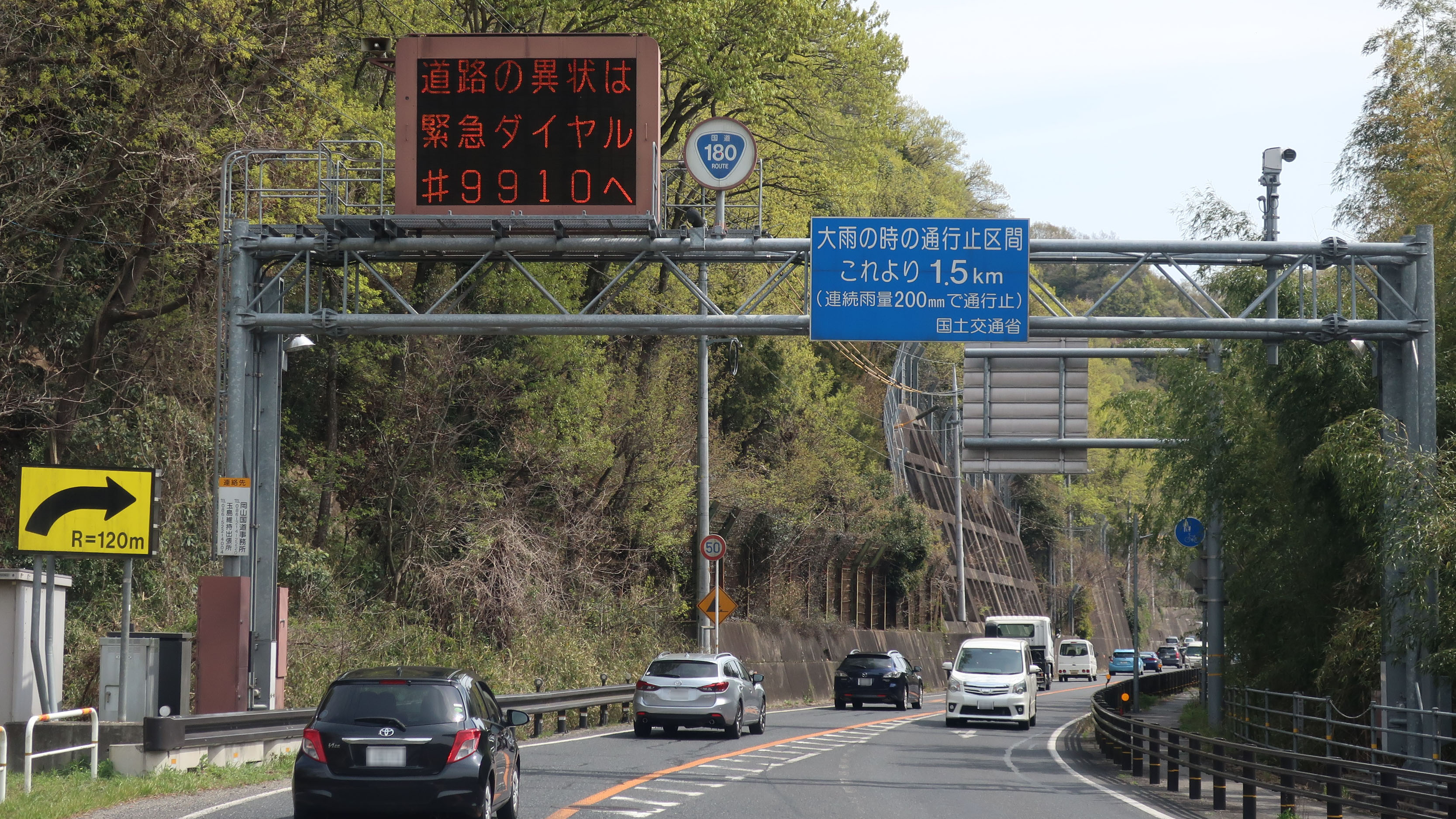
岡山県総社市宍粟
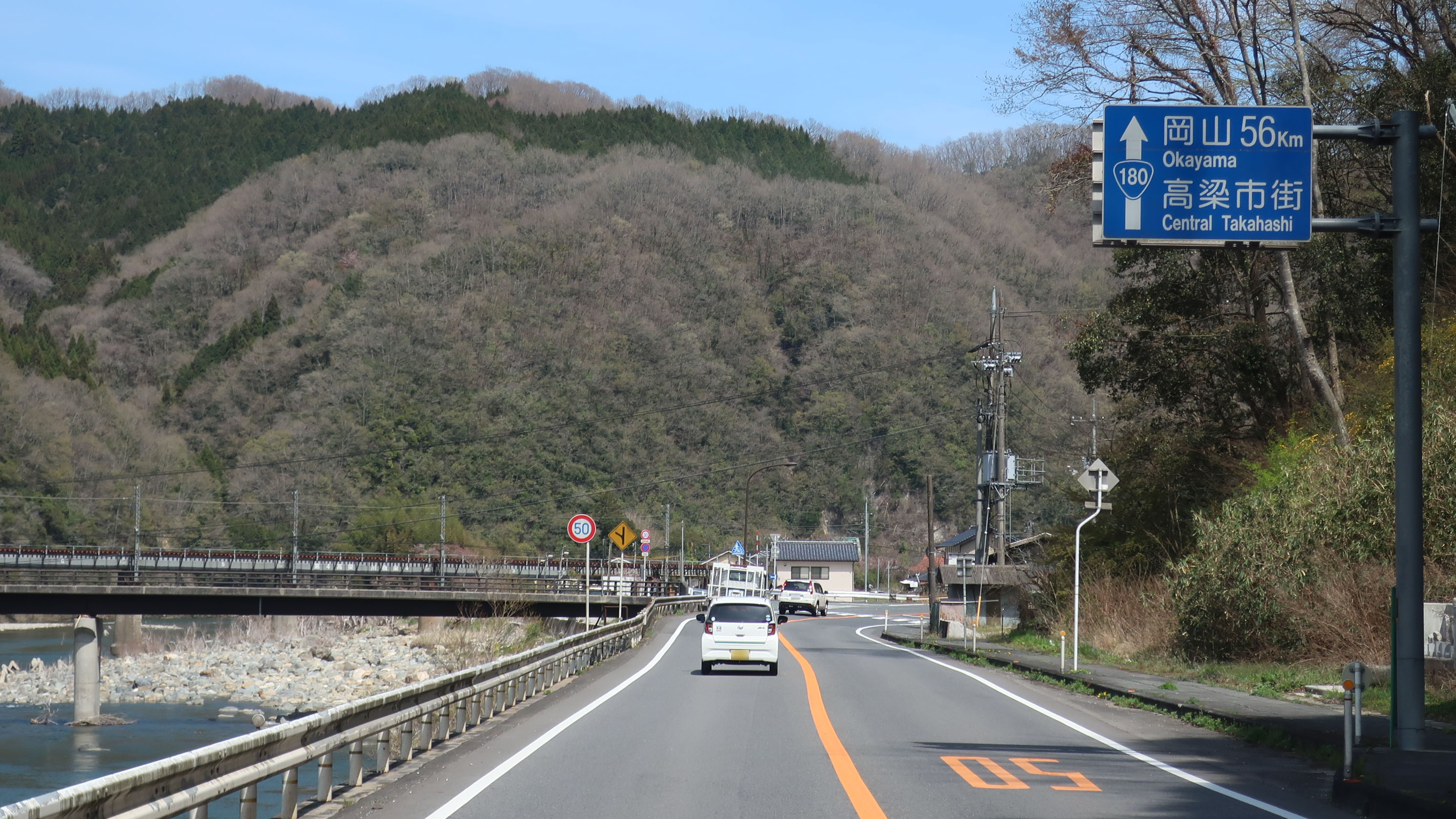
岡山県高梁市高倉町
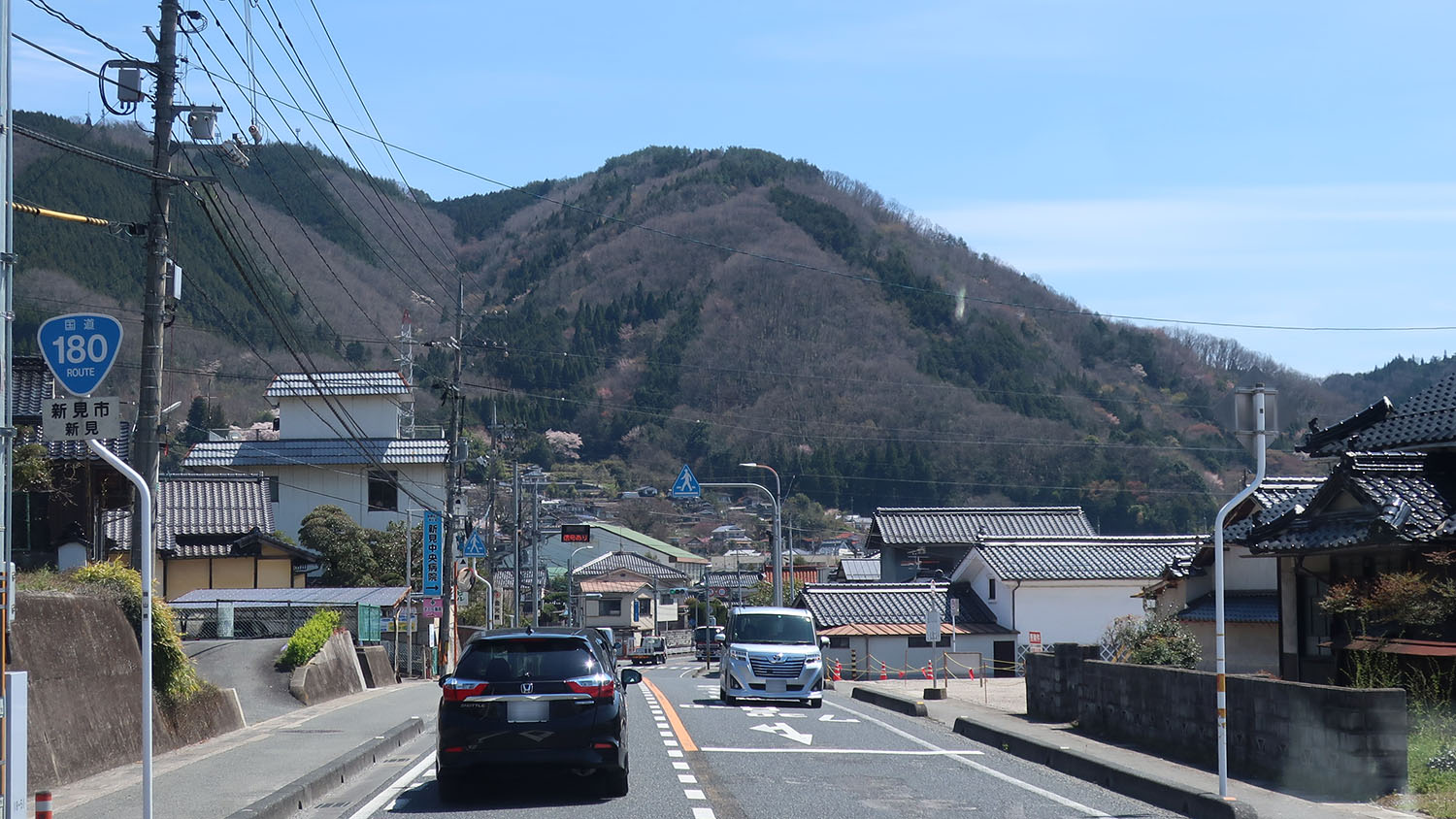
岡山県新見市新見
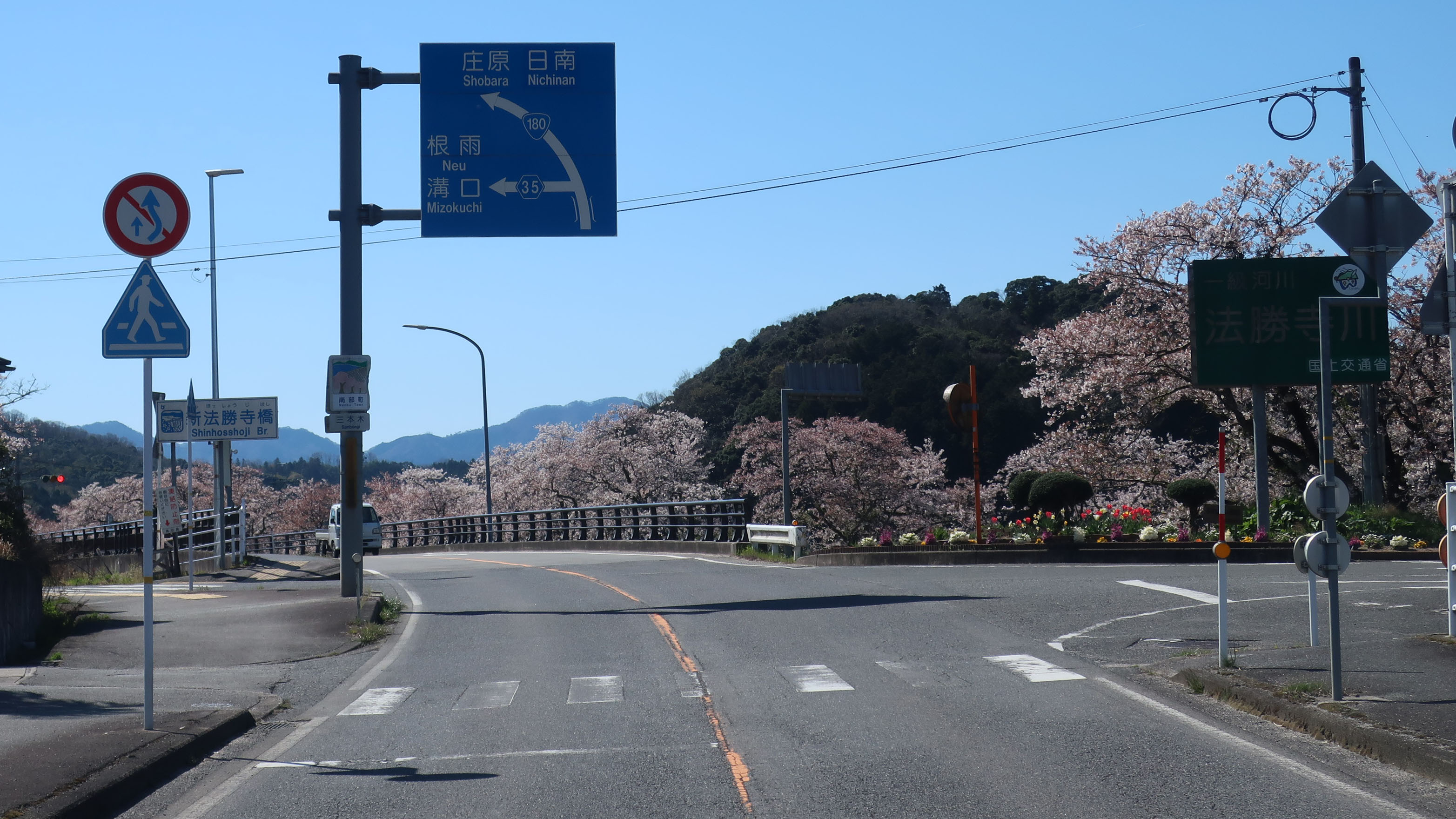
鳥取県西伯郡南部町